# Radzionków
Radzionków (Duits: Radzionkau) is een stad in het Poolse woiwodschap Silezië, gelegen in de powiat Tarnogórski. De oppervlakte bedraagt 13,15 km², het inwonertal 17.359 (2005).

## Verkeer en vervoer
- Station Radzionków